# Galindó

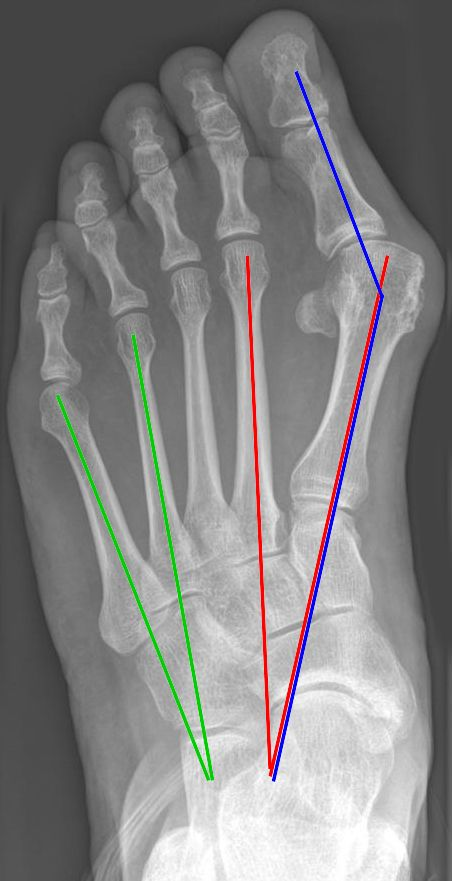
Angles de valoració de l'hàl·lux. En blau l'angle de l'hal·lux valg. En vermell i verd els angles intermetatarsials.

El galindó o hàl·lux valg (conegut en llatí com a hallux valgus) és una complexa deformitat que afecta el primer segment metatars-digital del peu, veient-se afectats per tant el primer metatarsià juntament amb els seus dos sesamoides, el primer primer dit i l'articulació que els uneix, la primera articulació metatarsofalàngica. L'articulació es torna vermella i dolorosa. L'aparició dels galindons sol ser gradual. Les complicacions poden incloure bursitis o artritis.
La causa exacta no està clara. Els factors proposats inclouen portar sabates massa ajustades, sabates de taló alt, antecedents familiars i artritis reumatoide. El diagnòstic es basa generalment en símptomes i està recolzat en radiografies.
El tractament pot incloure sabates adequades, ortesis o AINE. Si això no és eficaç per millorar els símptomes, es pot realitzar una cirurgia. Afecta al voltant del 23% dels adults. Les femelles es veuen afectades més sovint que els mascles. L'edat habitual d'inici és d'entre 20 i 50 anys. La malaltia també es fa més freqüent amb l'edat. Es va descriure clarament per primera vegada el 1870. Els arqueòlegs han trobat una alta incidència de galindons en esquelets de l'Anglaterra del segle xiv i XV, coincidint amb una moda per a les sabates punxegudes.
El quint var és una desviació del dit petit (el cinquè) del peu cap endintre. La forma adquirida s'anomena galindó de sastre.

## Diagnòstic
Es pot diagnosticar i analitzar amb una simple radiografia, que s'hauria de prendre amb el pes del peu.
L'angle d'hallux valgus és l'angle entre els eixos llargs de la falange proximal i el primer os metatarsià del dit gros. Es considera anormal si és superior a 15-18°. Aquest angle es pot utilitzar per classificar la gravetat de l'halux valgus:
- Lleu: 15-20°
- Moderat: 21-39°
- Greus: ≥ 40°

L'angle intermetatarsià és l'angle entre els eixos longitudinals del primer i segon ossos metatarsians, i normalment és inferior a 9°. Aquest angle també pot classificar la gravetat de l'halux valgus com:
- Lleu: 9-11°
- Moderat: 12-17°
- Greus: ≥ 18°